# Last Holiday
Last Holiday är en amerikansk komedi från 2006 med Queen Latifah i huvudrollen spelandes Georgia Byrd.